# Grimmenstein
Grimmenstein osztrák mezőváros Alsó-Ausztria Neunkircheni járásában. 2019 januárjában 1315 lakosa volt. 

## Elhelyezkedése

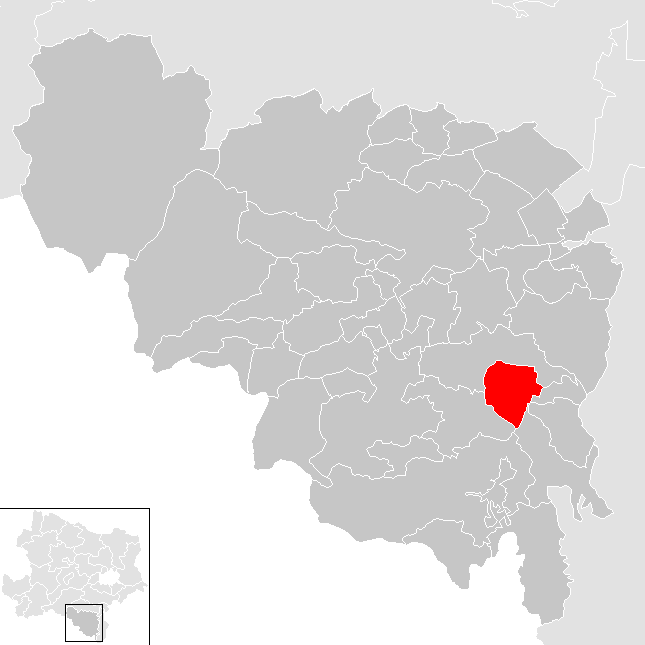
Grimmenstein a Neunkircheni járásban

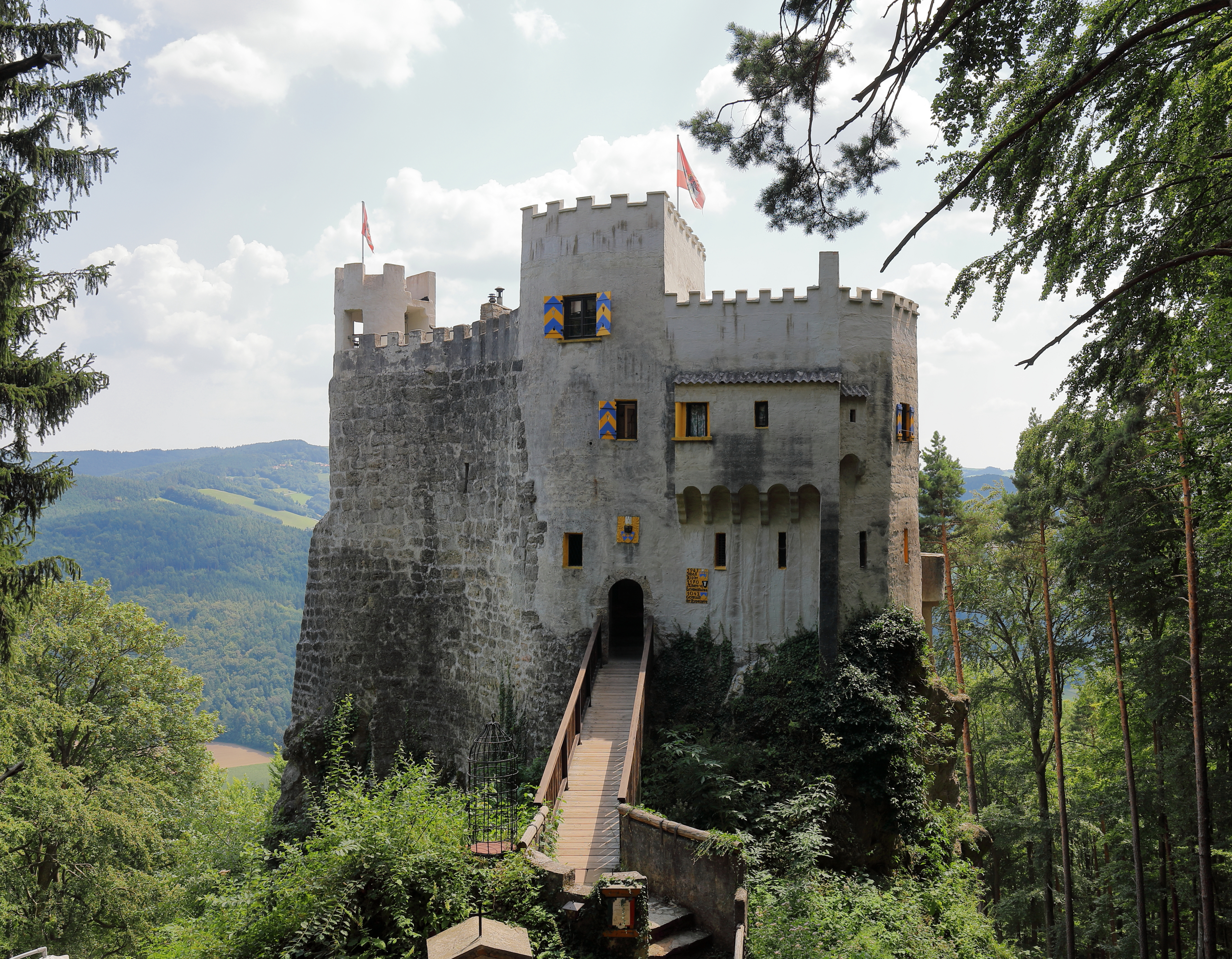
A grimmensteini vár

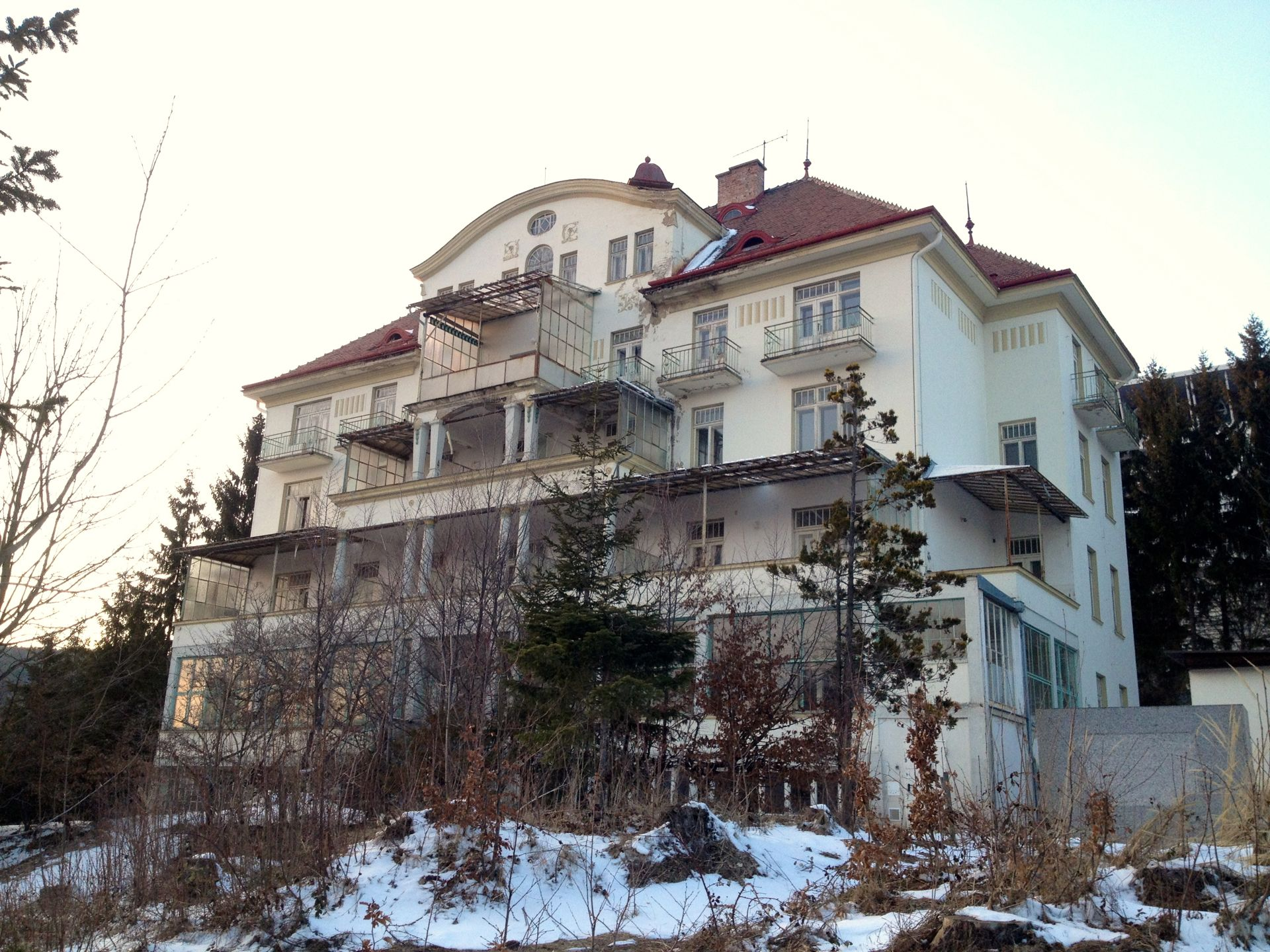
A hocheggi tüdőszanatórium

Grimmenstein Alsó-Ausztria Industrieviertel régiójában fekszik a Bucklige Welt dombságán, a Pitten folyó mentén. Területének 54,4%-a erdő. Az önkormányzat három településrészt, illetve falut egyesít: Grimmenstein (906 lakos 2019-ben), Hochegg (311) és Hütten (98).  
A környező önkormányzatok: északra Warth, délkeletre Edlitz, délre Thomasberg, délnyugatra Feistritz am Wechsel.

## Története
Grimmenstein a 20. század elejéig az "Am Treitl" nevet viselte, ami a Pitten folyón való áruszállításra utalt (Treiteln: hajót vontatni az árral szemben). Mai neve a Grimmenstein-családra utal, amely a 12-13. században élt ezen a vidéken és három várat is birtokoltak. 1203-ban egyik képviselőjük lett VI. Lipót herceg pohárnoka. 
1850-ben megalakult a községi önkormányzat, a 19. század végén pedig megépült a Grimmensteint is érintő aspangi vasút, valamint a Nestlé gyermektápszer-üzeme. A község ekkor kapott postahivatalt és távíróállomást is. Az 1938-as Anschluss idején a község valamennyi lakója a Német Birodalomhoz való csatlakozásra voksolt. A második világháború során 1942-ben hadifogolytábor létesült Grimmenstein területén, ahol francia foglyokat őriztek. A háború végén a szovjetek 1945. március 31-én ellenállás nélkül foglalták el a falut.  
Grimmenstein 1972-ben mezővárosi rangot kapott. 

## Lakosság
A grimmensteini önkormányzat területén 2019 januárjában 1315 fő élt. A lakosságszám 1971-ben érte el a csúcspontját 1485 fővel, azóta csökkenő tendenciát mutat. 2017-ben a helybeliek 93,6%-a volt osztrák állampolgár; a külföldiek közül 1% a régi (2004 előtti), 2,3% az új EU-tagállamokból érkezett. 0,4% a volt Jugoszlávia (Szlovénia és Horvátország nélkül) vagy Törökország, 2,7% egyéb országok polgára volt. 2001-ben a lakosok 88,2%-a római katolikusnak, 2,4% evangélikusnak, 1,2% ortodoxnak, 1,7% mohamedánnak, 5,4% pedig felekezeten kívülinek vallotta magát. Ugyanekkor 11 magyar élt a mezővárosban. 
A lakosság számának változása:
| Lakosok száma | 1400 | 1356 | 1348 |
|               | 2016 | 2017 | 2018 |

## Látnivalók
- a grimmensteini vár
- a Munkás Szt. József-plébániatemplom 1960-ban épült.
- a hocheggi tüdőszanatórium

## Testvértelepülések
- Szepetnek (Magyarország)

## Fordítás
- Ez a szócikk részben vagy egészben  a   Grimmenstein című német Wikipédia-szócikk ezen változatának fordításán alapul.  Az eredeti cikk szerkesztőit annak laptörténete sorolja fel. Ez a jelzés csupán a megfogalmazás eredetét és a szerzői jogokat jelzi, nem szolgál a cikkben szereplő információk forrásmegjelöléseként.